# Statek filozofów
Statek filozofów (ros. философский пароход, w dosłownym przekładzie „parowiec filozoficzny”) – zbiorowa nazwa dwóch rejsów niemieckich statków „Oberbürgermeister Haken” i „Preußen” w 1922, wynajętych przez rząd sowiecki w celu deportacji (po uprzednim pozbawieniu obywatelstwa) z Rosji bolszewickiej grupy intelektualistów różnych dyscyplin, oskarżonych o wrogość do państwa sowieckiego i nieakceptowanie oficjalnej ideologii tego państwa. W tej grupie, wśród filozofów, znaleźli się Nikołaj Bierdiajew, Siergiej Bułgakow, Iwan Iljin, Iwan Łapszyn, Siemion Frank, Lew Karsawin i Nikołaj Łosski. Setki rosyjskich intelektualistów, uznanych za wrogów nowego reżimu, zostało deportowanych do Szczecina z inicjatywy Włodzimierza Lenina, który w ten sposób pozbył się z Rosji czołowych myślicieli, mogących stanowić intelektualną opozycję wobec bolszewików. Pozwolono im zabrać tylko płaszcz letni, zimowy, dwie pary spodni, pończochy i 20 dolarów. Ta deportacja dysydentów, dla której w literaturze przyjęła się nazwa „statek filozofów”, stała się ważnym etapem w powstaniu filozofii marksistowsko-leninowskiej jako oficjalnej ideologii powstałego w grudniu 1922 ZSRR. Taka masowa deportacja intelektualistów się nie powtórzyła i w późniejszym okresie władze ZSRR represjonowały intelektualistów w kraju „przez rozstrzelanie lub obozy koncentracyjne”, np. uwięzienie w Gułagu.

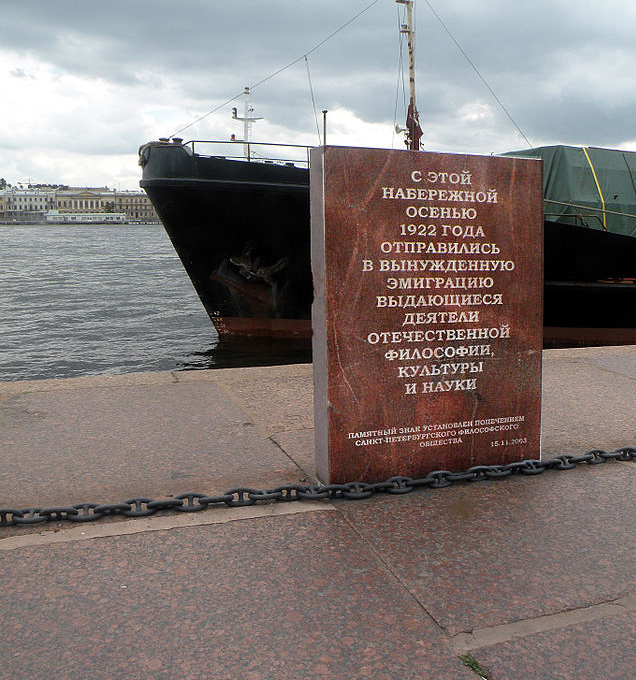
Marmurowa tablica na petersburskim nabrzeżu. Inskrypcja: „Wybitne osobistości rosyjskiej filozofii, kultury i nauki zostały wypędzone na emigrację z tego miejsca jesienią 1922 roku. Tablica ufundowana przez Petersburskie Towarzystwo Filozoficzne, odsłonięcie 15 listopada 2003 roku”

Wielka Encyklopedia Rosyjska opisuje wydarzenie jako przedsięwzięcie w ramach rewolucji kulturalnej w ZSRR, uzasadnione m.in. w pracy Lenina „O znaczeniu wojującego materializmu” (ros. О значении воинствующего материализма). W tym artykule, opublikowanym w marcu 1922 roku w rosyjskim czasopiśmie „Pod Sztandarem Marksizmu” (1922, № 3), Lenin na przykładzie Pitirima Sorokina wyciągał wniosek:

Klasa robotnicza Rosji potrafiła zdobyć władzę, nie nauczyła się jednak nią posługiwać, w przeciwnym bowiem razie tego rodzaju wykładowców i członków naukowych towarzystw dawno by już w nader uprzejmy sposób wyprosiła do krajów burżuazyjnej „demokracji”. Tam jest najwłaściwsze miejsce dla podobnych rzeczników pańszczyzny.

Po rozpadzie ZSRR zmienił się oficjalny stosunek do leninizmu. W 2003 r. na petersburskim nabrzeżu stanęła marmurowa tablica informująca, że z tego nabrzeża udali się w 1922 r. na wygnanie wybitni filozofowie i przedstawiciele kultury i nauki Rosji. 15 lutego 2015 roku na wystawie „Postęp i higiena” Andy Rottenberg w Narodowej Galerii Sztuki w Warszawie Wadim Zacharow przedstawił swą instalację „Restauracja Statek Filozofów” z 2014 roku, którą zapowiada opis – „Restauracja z historią, z tradycjami, o narodowym charakterze 1922–2014”.